# Dvojna lunabirotunda
| Dvojna lunabirotunda  | Dvojna lunabirotunda                   |
| --------------------- | -------------------------------------- |
|                       |                                        |
| Vrsta                 | Johnsonovo telo J90-J91-J92            |
| Stranske ploskve      | 2x4 trikotniki 2 kvadrata 4 petkotniki |
| Oglišča               | 14                                     |
| Robovi                | 26                                     |
| Konfiguracija oglišča | 4(3.52) 8(3.4.3.5) 2(3.5.3.5)          |
| Grupa simetrije       | D2h                                    |
| Dualni polieder       | -                                      |
| Lastnosti             | konveksna                              |
| Slika oglišč          |                                        |

Dvojna lunarotunda je eno izmed Johnsonovih teles (J91). Je eno izmed osnovnih Johnsonovih teles, ki ga ne moremo dobiti s postopkom "odreži in prilepi" (cut and paste) katerega izmed platonskih ali arhimedskih teles.

## Kartezične koordinate
Kartezične koordinate oglišč dvojne lunarotunde, ki leži v izhodošču in ima dolžino roba enako 1 je:

{\displaystyle \left(0,0,\pm {\frac {\varphi }{2}}\right)}
{\displaystyle \left(\pm {\frac {(\varphi +1)}{2}},\pm {\frac {1}{2}},0\right)}
{\displaystyle \left(\pm {\frac {1}{2}},\pm {\frac {\varphi }{2}},\pm {\frac {1}{2}}\right)}

kjer je {\displaystyle \varphi ={\frac {1+{\sqrt {5}}}{2}}} zlati rez.